# Old Reds
Old Redlanders, más conocido como Old Reds, es un club deportivo chileno ubicado en La Reina. en Santiago de Chile. Fue fundado en 1998 por exalumnos del Colegio Redland. Actualmente, participa en la Primera Nacional TOP 10, el principal torneo de rugby de Chile.

## Historia
El club nació cuando Percy Rasmussen, Héctor Concha y Mario Torres, junto a un grupo de alumnos del Colegio Redland que regresaban de su primera gira a Sudáfrica, se reunieron con la intención de formar a Old Reds en 1998.
Desde sus inicios, el club ha participado en los torneos organizados por la  Asociación de Rugby de Santiago (ARUSA), obteniendo cuatro títulos de Segunda División en los años 2010, 2018, 2022 y 2024.
Su debut en la Primera División del rugby chileno se produjo en la temporada 2003, durante la 56.ª edición del campeonato nacional, en la cual logró la novena posición. 
En 2015, Old Reds se consagró campeón del prestigioso Seven de Viña del Mar, el principal torneo de rugby reducido del país, tras vencer a Cobs por un marcador de 17 a 10.

## Palmarés
- Segunda Nacional (4): 2010,[6] 2018, 2022, 2024.

- Copa de Plata Torneo Nacional de Clubes (2): 2013, 2014.

- Seven de Viña del Mar (1): 2015.

- Circuito de Seven a Side Arusa (1): 2014.
- Seven PWCC (3): 2014, 2015, 2017.[7]
- Seven Old Boys (1): 2017.[8]
- Seven Luis Casali Casanave (1): 2013.
- Seven de Los Andes (1): 2014.
- Seven de Maccabi (2): 2013, 2014.[9]